# Корбомитный манёвр
«Корбомитный манёвр» (англ. The Corbomite Maneuver) — десятый эпизод первого сезона американского научно-фантастического сериала «Звёздный путь». Впервые был показан на телеканале NBC 10 ноября 1966 года.

## Сюжет
В звездную дату 1512.2 звездолёт Федерации «Энтерпрайз» под командованием капитана Джеймса Т. Кирка встречает непонятный объект. Его засекает начинающий штурман, лейтенант Дэйв Бейли. Объект представляет из себя вращающийся куб с гранями красного, жёлтого и синего цвета. Первый офицер Спок даёт команду Сулу передать сообщение капитану Кирку, который в это время находится на медицинском обследовании у доктора МакКоя. МакКой во время обследования замечает мигающий сигнал, но не говорит об этом капитану. Вскоре Кирк сам замечает сообщение, на что доктор говорит, что не собирается прыгать и паниковать по поводу каждого оповещения.
На мостике главный инженер Скотт изучает объект, но не может понять, каким образом тот работает. Неопытный Бейли предлагает атаковать его фазерами. Кирк командует включить задний ход, но объект следует за кораблём. Спок замечает, что с приближением куба растёт уровень радиации, достигая критической величины, опасной для жизни человека. По команде капитана «Энтерпрайз» уничтожает объект выстрелом из фазеров. Вскоре Спок сообщает, что к звездолёту быстро приближается крупный объект. Остановившись недалеко от «Энтерпрайза», он заполняет весь экран на мостике последнего. По каналу связи огромный корабль связывается с земным судном. В сообщении говорящий называет себя Балоком, его корабль «Фесариус» (англ. Fesarius) является флагманом «Первой Федерации», границы которой нарушил «Энтерпрайз». Корабль землян также проявил агрессию, уничтожив пограничный буй «Первой Федерации».
Споку удаётся получить изображение Балока, он оказывается гуманоидом с синеватой кожей и устрашающими чертами лица. Балок игнорирует приветствие Кирка и объявляет, что за незаконное вторжение уничтожит «Энтерпрайз» ровно через 10 минут. У Бейли сдают нервы и он начинает кричать и обвинять команду в бездействии. Доктор уводит его в каюту.
Спок сравнивает сложившуюся ситуацию с игрой в шахматы. В шахматах, говорит он, при превосходстве одного соперника над другим игра обычно заканчивается поражением второго. Вулканец сожалеет, что не может найти логичного выхода из данной ситуации. Немного подумав, Кирк говорит, что это скорее покер, в который Спок, к слову, не умеет играть. Капитан решает блефовать и передаёт на «Фесариус» сообщение, в котором предупреждает, что в случае гибели «Энтерпрайза» погибнет и атаковавший его корабль. По словам Кирка, во всех кораблях федерации имеется вещество корбомит, которое призвано предотвращать любые атаки против земных кораблей. В случае гибели земного корабля создаётся взрыв такой силы, что ни одно судно не остаётся функциональным. В напряжённом ожидании истекают последние минуты отведённого времени, но ничего не происходит. Балок просит у Капитана разрешения проверить наличие корбомита на корабле, на что тот отвечает категоричным отказом.
«Фесариус» улетает, но от него отделяется небольшой корабль, захвативший «Энтерпрайз» тяговым лучом и буксирующий его на одну из планет «Первой Федерации». После недолгого изображения покорности, корабль землян включает двигатели и пытается вырваться из тягового луча буксировщика. Температура двигателей быстро растёт и достигает критической зоны, когда судно вырывается из силового луча. Видимо, при этом обесточивается корабль инопланетян; Балок посылает сигнал SOS, но тот очень слабый и его вряд ли услышали союзные корабли. Вместо того, чтобы бежать, «Энтерпрайз» решает помочь попавшему в беду.
Кирк, МакКой и Бейли телепортируются на корабль инопланетян. Спок остаётся на земном судне, чтобы взять командование на себя, если это ловушка. Скотти просит десантную группу наклониться, потому что просканировав буксировщика он сделал вывод, что там низкий потолок. После телепортации на чужой корабль они обнаруживают, что устрашающий Балок, появлявшийся у них на экране — всего лишь манекен, а реальный Балок похож на человеческого ребёнка. Он с энтузиазмом приветствует землян и предлагает им выпить с ним его любимый напиток — транья. Он объясняет, что всего лишь испытывал команду «Энтерпрайза», чтобы выяснить их истинные намерения, несмотря на то, что он проник в бортовой компьютер, но всё равно сомневался, подозревая обман. Балок признаётся, что он один управляет «Фесариусом». Он проявляет большое желание узнать больше о людях и их культуре. Лейтенант Бейли добровольно становится эмиссаром Федерации.

## Создание
Этот эпизод имеет код №3, он снимался третьим по счёту после двух пилотных эпизодов: «Клетка» и «Куда не ступала нога человека», снятых в 1964 и 1965 годах соответственно. Эпизод начали снимать в Голливуде 24 мая 1966 года. Он стал всего лишь 10 по счёту и был показан в ноябре, т.к. создатели решили сначала показать зрителю «планетарные» серии.

## Ремастеринг
В 2006 году к сорокалетию сериала был сделан ремастеринг всех эпизодов. Помимо улучшения видео и аудио, а также полностью компьютерной модели «Энтерпрайза», были сделаны следующие изменения:
- Жёлто-сине-красный буй перерисовали и теперь он отбрасывает свет на обшивку звездолёта.
- Фесариус и корабль Балока были перерисованы на компьютере. Купола Фесариуса стали гранёными.
- Новый дизайн хронометра и термометра. Обновлена карта звёздного неба в комнате совещаний.

## Отзывы
Зак Хандлен из газеты The A.V. Club поставил эпизоду оценку «A», сказав, что этот эпизод один из лучших в оригинальном сериале, динамически развивающийся и тематически связанный. Он также обратил внимание на концовку, полную оптимизма.
В 2016 году The Hollywood Reporter поставил эпизод на 45-е место среди лучших телевизионных эпизодов всех телевизионных франшиз «Звёздный путь», включая живые выступления и мультсериалы, но не считая фильмы.

## Пародии
- Кадр с Балоком-манекеном стал частью финальных титров многих эпизодов «Звёздного пути». Он также пародируется в эпизоде «Where No Fan Has Gone Before» («Куда не ступала нога фаната») мультсериала «Футурама».
- Эпизод №409 «Sad Songs Are Nature's Onions» американского скетч-комедийного сериала Mr. Show with Bob and David пародирует этот эпизод.
- 30 октября 2010 на митинге Rally to Restore Sanity and/or Fear Джон Стюарт на примере бутылок с водой, в которую якобы подмешан «корбомит», показал как СМИ создают и увеличивают страх в обществе[8][9].